# Liste des sénateurs des Alpes-de-Haute-Provence

## Sénateurs desBasses-Alpessous laIIIeRépublique
| Mandat                   | Nom                     |
| ------------------------ | ----------------------- |
| 1876 à 1884              | Césaire du Chaffaut     |
| 1876 à 1885              | Joseph Michel           |
| 1885 à 1893              | Jean-Baptiste Bouteille |
| 1885 à 1897              | Marius Soustre          |
| 1894 à 1895              | Léonard Richaud         |
| 1895 à 1903              | Raoul Fruchier          |
| 1897 à 1903              | César Allemand          |
| du 4-1-1903 au 27-1-1903 | Louis Andrieux          |
| 1903 à 1910              | Adolphe Defarge         |
| 1903 à 1907              | Hippolyte Gassier       |
| 1907 à 1912              | Camille Pelissier       |
| 1910 à 1921              | Henri Michel            |
| 1912 à 1930              | Justin Perchot          |
| 1921 à 1945              | André Honnorat          |
| 1930 à 1945              | Pierre de Courtois      |

## Sénateurs des Basses-Alpes sous laIVeRépublique
| Mandat      | Nom          |
| ----------- | ------------ |
| 1946 à 1948 | Paul Jouve   |
| 1948 à 1959 | Émile Aubert |

## Sénateurs des Basses-Alpes sous laVeRépublique
| Mandat      | Nom          |
| ----------- | ------------ |
| 1959 à 1969 | Émile Aubert |

## Sénateurs desAlpes-de-Haute-Provencesous laVeRépublique
| Mandat      | Nom             | Parti       |
| ----------- | --------------- | ----------- |
| 1969 - 1980 | Maxime Javelly  | PS          |
| 1980 - 1998 | Fernand Tardy   | PS          |
| 1998 - 2014 | Claude Domeizel | PS          |
| 2014 -      | Jean-Yves Roux  | PS puis PRG |